# Reinhard Baumgart
Pour les articles homonymes, voir Baumgart.
Reinhard Baumgart, né le 7 juillet 1929 à Breslau (Allemagne) et mort le 2 juillet 2003 à Gavardo (Italie), est un écrivain allemand, également critique littéraire et de théâtre.

## Filmographie

### Réalisateur
- 1966 : Der Dichter und seine Stadt

### Scénariste
- 1978 : Wilhelm Meisters Lehrjahre
- 1986 : Richard et Cosima
- 1988 : Sommer in Lesmona (aussi acteur)